# Vale S.A.
Vale S. A. — бразильська гірничодобувна компанія, одна з найбільших в світі. Займає провідне місце в світі з видобутку залізної руди і нікелю, основні виробничі потужності знаходяться в Бразилії в штатах Мінас-Жерайс і Пара. Заснована в 1942 році як державна компанія, приватизована в 1997 році.
У компанії відбулися дві катастрофічні аварії хвостосховищ у Бразилії: Маріана - у 2015 році та Брумадіньйо - у 2019 році; катастрофа на дамбі Брумадіньйо призвела до того, що компанія втратила ліцензію на експлуатацію восьми хвостосховищ у Мінас-Жерайс , а її запаси втратили майже 25 відсотків у вартості 
Vale вважається найціннішою компанією в Латинській Америці, ринкова вартість якої оцінюється в 111 млрд. Доларів США у 2021 році .

## Історія
Бразилія є однією з провідних країн у світі за запасами залізної руди, вони оцінюються в 50 млрд тонн. Видобуток руди почаще під час португальського панування, але великомасштабна розробка родовищ і виробництво сталі почалася лише наприкінці XIX-початку XX століття. Після Другої світової війни бразильський експорт чорних металів прийняв світове значення.
Itabira Iron Ore Company Ltd. ( «Залізорудна компанія Ітабіра») була заснована 31 березня 1911 року сером Ернестом Касселем. Компанія придбала «залізну гору», прилеглі землі і 52% акцій недобудованої залізниці Мінас Віторія (завершена в 1936 році). «Залізна гора» складається з гематиту, що містить до 69% чистого заліза. Планувалося, що з порту Віторія буде підвозитися кокс для виплавки сталі, а в порт вже буде вивозитися готова продукція. Однак бразильський уряд не поспішав давати дозвіл на розробку іноземної компанії,  тому видобуток руди почався  лише в 1940 році, коли ці активи виявилися в руках бразильської компанії. Ця компанія проіснувала всього два роки, відвантаживши близько 100 тисяч тонн руди. Під тиском США та Великої Британії це родовище було експропрійовано на користь уряду Бразилії.
Companhia Vale do Rio Doce (CVRD, «Компанія Валі-ду-Ріу-Досі», Компанія долини Ріу-Досі) була заснована в 1942 році (в «еру Варгаса») на основі активів Itabira Iron Ore Company, включаючи «залізну гору» в провінції Ітабіра штату Мінас-Жерайс. Уряду належало 80% акцій компанії, поступово частка скоротилася до 53%. У 1953 році експорт руди склав 1,5 млн тонн, через 10 років - 7 млн тонн. У 1969 році було налагоджено виробництво залізорудних окатишів. У фінансуванні компанії велику роль грали американські банки. У 1962 році була укладена домовленість з консорціумом японських виробників сталі, пізніше з іншими країнами 
П'ятдесяті роки відзначили вихід компанії Companhia Vale do Rio Doce на світовий ринок залізної руди після модернізації шахтно-залізнично-портового комплексу компанії, а ціни на залізну руду зросли вдвічі. Спочатку продажі здебільшого здійснювались у США, але протягом десятиліття експорт до Європи збільшувався 
У 1966 році компанія відкрила в Еспіріто-Санто порт Тубарао, який мав стати найважливішим портом для CVRD і досі використовується для експорту залізної руди, видобутої із Залізного чотирикутника в Мінас-Жерайс. Компанія придбала мажоритарний пакет акцій у шахті Караджас, із запасами понад 1,5 млрд. Тонн залізної руди, в 1970 р.
У 1974 році Вейл став найбільшим у світі експортером залізної руди, і цей титул він має і сьогодні.
У 1982 році Vale розпочала диверсифікацію після виробництва алюмінію в Ріо-де-Жанейро.
У середині 80-х років прибуток значно зріс під керівництвом Еліезера Батісти, батька Ейке Батісти.
У 1985 році Вейл почав досліджувати шахту Караджас у штаті Пара відразу після відкриття залізничної дороги Караджас 1600 мм (5 футів 3 дюйма).
У 1986 році в штаті Мараньян було відкрито портовий термінал Понта-Мадейра, який досі використовується для експорту залізної руди, видобутої на шахті Караджас.

### Приватизація в 1997 році
У травні 1997 року, незважаючи на протести співробітників компанії Vale та деяких політиків, уряд Бразилії продав на аукціоні 41,73% акцій компанії, яка була продана за 3,34 млрд. Доларів (3,13 млрд. Доларів США). Найбільший інтерес придбав 16,3% акцій бразильської металургійної компанії Companhia Siderúrgica Nacional.

### Продаж підприємств з деревної целюлози
У 2001 році Vale продала свою діяльність з виробництва деревної целюлози Cenibra за 670,5 млн. Доларів США, щоб зосередитись на гірничодобувній галузі та логістиці.
У 2002 році Vale продав 100 000 акрів землі та евкаліптових лісів на ній, пов’язаних із бізнесом з деревної целюлози, за 137 мільйонів доларів.

### Продаж металургійних підприємств
У 2000 році компанія продала свою частку в Açominas Гердау в обмін на привілейовані акції Гердау.
У 2001 році Vale продала свою частку в Companhia Siderúrgica Nacional за 520 мільйонів доларів.
У 2004 році Vale продала свою частку в CST компанії Arcelor за 415,1 млн. Доларів США 
У 2006 році Vale продала свою частку в Siderar компанії Ternium за 107,5 млн. Доларів США.
У 2006 році компанія продала 5 362 928 акцій компанії Usiminas за 378,6 млн. Доларів США. У 2007 році компанія продала більшу частину своєї частки в компанії Usiminas . У 2009 році компанія продала залишок акцій компанії Usiminas.

### Придбання бразильських залізорудних компаній
У травні 2000 року компанія придбала Sociomex, власника шахти Гонго Соко, з доведеними запасами приблизно 75 мільйонів тонн.
У травні 2000 року компанія також придбала контрольний пакет акцій Самітрі, однієї з найбільших грануляційних компаній Бразилії.
У квітні 2001 року компанія придбала Ferteco, тоді третій за величиною бразильський виробник залізної руди, з виробничою потужністю 15 мільйонів тонн на рік 
У 2006 році компанія придбала Rio Verde Mineracao за 47 мільйонів доларів.

### Придбання Кемі та часткове розпорядження MBR
1 квітня 2000 року Vale запропонував заплатити Mitsui 277 мільйонів доларів США за 50% простих акцій та 150 мільйонів доларів США за 40% привілейованих акцій Caemi. Кемі належав MBR, другий за величиною виробник залізної руди в Бразилії, видобуваючи понад 60 мільйонів тонн на рік.
Придбання було схвалено європейськими регуляторами за певних умов.
У вересні 2003 року Вейл придбав додатковий пакет акцій Caemi у Mitsui за 426,4 млн. Доларів США.
23 січня 2006 року компанія оголосила про злиття біржових свопів з метою придбання частки Caemi, якою вона ще не володіє.
У 2007 році збільшив свою власність на MBR, придбавши додаткові відсотки у Mitsui за 114,5 млн. Доларів США.
Також у 2007 році Vale оголосила, що здасть в оренду акції MBR, якими вона вже не володіла у 7 японських акціонерів, на 30-річний період. Угода вимагала від компанії платити в цілому 60,5 млн. Доларів США в 2007 році і 48,1 млн. Доларів США щорічно протягом 30-річного періоду, і це дало їй повний контроль над MBR.
У 2015 році Vale оголосив про продаж 36,4% частки в MBR за 4 млрд. Доларів.

### Диверсифікація на кольорові метали, вугілля та фосфати
У 2001 році Vale збільшив видобуток міді, придбавши шахту Sossego в Карахасі на півночі Бразилії за 48,5 млн. Доларів.
У 2005 році Vale придбала Canico Resource, власника нікелевої шахти в Бразилії, після збільшення своєї пропозиції до 865 млн. Доларів.
У 2007 році Вейл зробив великий внесок у видобуток вугілля, придбавши AMCI Holdings Australia за 835 млн. Австралійських доларів.
У 2010 році Vale оголосив публічну пропозицію щодо придбання виробника добрив та міді Paranapanema.
У 2010 році Вейл придбав контрольний пакет акцій Фосфертила через низку угод.
У 2011 році компанія продала свій алюмінієвий бізнес компанії Norsk Hydro за транзакцією у розмірі 5,27 млрд. Доларів США.
У липні 2012 року Vale продала свої ферромарганцеві заводи в Європі компанії Glencore за 160 мільйонів доларів.
У 2014 році Vale оголосив про продаж вугільних активів у Мозамбіку компанії Mitsui угоди за 950 мільйонів доларів.
У 2014 році Vale продала свою частку в Fosbrasil S.A., виробнику продуктів на основі фосфатів.
У 2015 році компанія оголосила, що продасть 25% частку золота, видобутого на шахті Салобо в Бразилії, компанії Silver Wheaton за 900 мільйонів доларів США.
У 2015 році компанія уклала лист про намір продати бокситові активи компанії Norsk Hydro.
26 листопада 2015 року компанія Vale заявила, що планує зменшити свій бюджет на капітальні видатки з 8 млрд. Дол. США у 2015 р. До 6,2 млрд. Дол. США у 2016 р. З подальшим скороченням до 4–5 млрд. Дол. США до 2018 р.

## Поточні операції
Незважаючи на те, що основна діяльність компанії знаходиться в Бразилії, Vale працює в 30 країнах, про що детально йдеться нижче та на вебсайті компанії.

## Структура власності
Компанія котирується на фондових біржах Сан-Паулу, Нью-Йорка, Гонконгу, Джакарти, Парижа та Мадрида.

### Гірничий бізнес
Залізний рудник Вале Караджас, Пара, 2009 рік. Супутникове фото NASA

#### Залізна руда
Вале — найбільший у світі виробник залізної руди. Продаж залізорудної тонкокристалічної та гранульованої продукції становив 65% від загальної суми доходів компанії в 2014 році. У 2014 році компанія Vale продала 256 мільйонів метричних тонн залізорудної руди та 44 мільйони метричних тонн залізорудної гранули. Маріанський центр Вале був 9-м найбільшим центром видобутку залізної руди у світі в 2014 році, з видобутком 39 мільйонів метричних тонн. Serra Sull / S11D компанії Vale є найбільшим запасом видобутку у світі. Залізорудні шахти компанії знаходяться в основному в Бразилії.

#### Нікель
Vale є найбільшим у світі виробником нікелю. Продаж нікелю становив 17% від загального доходу компанії в 2014 році. У 2014 році Vale продала 272 000 метричних тонн нікелю. Компанія володіє нікелевими шахтами в Канаді, Індонезії, Новій Каледонії та Бразилії. Відомо, що Tesla, Inc. купує більшість нікелю у компанії Vale.
Продукти добрив, в першу чергу фосфати та азот: Продаж добрив становив 6% від загального доходу компанії в 2014 році. У 2014 році Vale продала 9 мільйонів метричних тонн добрив.

#### Мідь
Продаж мідного концентрату становив 4% від загального доходу компанії в 2014 році. У 2014 році Vale продала 353 000 метричних тонн міді. Компанія володіє мідними шахтами в Бразилії, Канаді, Чилі та Замбії.

#### Марганець та сплави
Продаж марганцю та сплавів становив 1% від загального доходу компанії у 2014 році. У 2014 році Vale продала 2 мільйони метричних тонн марганцю та сплавів.

#### Вугілля
Продаж вугілля становив 2% від загального доходу компанії в 2014 році. У 2014 році компанія Vale продала 7,5 млн метричних тонн вугілля. Компанія володіє вугільними шахтами в Австралії та Мозамбіку.

### Логістика

#### Залізниці
З 2000 по 2006 рік Vale інвестував понад 1,3 мільярда доларів на придбання понад 361 локомотивів та близько 14 090 вантажних вагонів; ці локомотиви були в основному для транспортування залізної руди, але деякі - для регулярних вантажів. Частина придбаних локомотивів була відремонтована, але принаймні 55 із придбаних локомотивів були новими моделі EMD SD70M, кожна з яких коштувала близько 2 мільйонів доларів.
Після цих інвестицій Вале став власником понад 800 локомотивів та понад 35 000 вантажних вагонів.
Vale володіє концесією трьох бразильських залізниць: залізниці Vitória-Minas (EFVM), Ferrovia Centro-Atlântica (FCA) та залізниці Carajás (EFC).

##### Ferrovia Centro-Atlântica та Vitória a Minas залізниці
Vitória a Minas залізниця - Vale працює за 30-річним контрактом на цій залізниці 905 км, 1000 мм (3 фути 3 + 3⁄8 дюйма), яка використовується для транспортування заліза з Залізного чотирикутника в Мінас-Жерайс до порту Тубарао в штат Еспіріто-Санту. Термін дії концесії закінчується в 2027 році. Ця залізниця також перевезла 1,1 мільйона пасажирів у 2006 році.
Караджаська залізниця - Концесія на цю залізничну колію протяжністю 892 км, 1600 мм (5 футів 3 дюйма) також закінчується в 2027 році, вона пов’язує шахти із залізної руди Караджаса в штаті Пара до портового терміналу Понта-да-Мадейра в штаті Мараньян. Vale управляє поїздом довжиною 3,2 км та 340 вагонами на цій залізниці.
Ferrovia Centro-Atlântica  - Vale контролює цю залізницю через дочірню компанію FCA. Як показано на карті операцій Вале вище, ця залізниця протяжністю 7000 км, 1000 мм (3 фути 3 + 3⁄8 дюйма) проходить через 6 бразильських штатів, ця залізниця спочатку належала RFFSA. Концесія Валея на цю залізницю закінчується в 2026 році.
Vale також має частку в залізничних операторах у Мозамбіку та Малаві через Логістичний коридор Накала.

### Порти та контейнерні термінали

#### Бразилія
5 лютого 2019 року суд штату провінції Мінас-Жерайс наказав Вале припинити використання восьми своїх хвостосховищ, у тому числі дамби Лараньейрас у Брукуту.
Порт Тубарао - Вале володіє та експлуатує цей порт, розташований у Віторії, Бразилія, у штаті Еспіріту-Санту. Це найбільший у світі порт посадки залізної руди. Через цей порт транспортується близько 80 мільйонів метричних тонн залізної руди (30% річного виробництва компанії).
Понта-да-Мадейра - розташована в штаті Мараньян, вона постачає близько 70 мільйонів метричних тонн переважно залізної руди, а також марганцю та міді для компанії; його модернізують для проекту S11D.
Порт Сепетиба - Vale управляє двома морськими терміналами в районі порту Сепетиба, розташованому в штаті Ріо-де-Жанейро, разом вони доставляють близько 60 мільйонів метричних тонн залізної руди.
Шахта Самарко - спільне підприємство з BHP та місце катастрофи на греблі Маріана 5 листопада 2015 р.
Шахта Фейяо - місце катастрофи на дамбі Брумадіньо 25 січня 2019 року.
Vale також експлуатує портові термінали в штаті Сержіпе і ще два в штаті Еспіріту-Санту.

### Енергія
Енергетичний бізнес Vale зосереджений на виробництві електроенергії для задоволення потреб гірничих робіт, а також на постачанні загальної бразильської електромережі. У 2005 році вона спожила 16,9 ТВт-год електроенергії, що становило 4,4% від загального споживання Бразилії в тому році.
Вейл бере участь у 8 гідроелектростанціях, причому 7 з них розташовані в штаті Мінас-Жерайс. Інвестиції Vale у гідроелектростанції складають 880 млн. Доларів. Компанія також планує побудувати теплову електростанцію потужністю 600 МВт у штаті Пара.

### Ребрендинг
У листопаді 2007 року компанія скасувала назву CVRD на користь спрощеної назви компанії Vale та здійснила ребрендинг.

## Катастрофи
Село, затоплене внаслідок катастрофи на дамбі в Мар’яні (2015) Дамба була власністю компанії Samarco, спільного підприємства між Vale та BHP Billiton.
5 листопада 2015 року катастрофа на дамбі Маріана призвела до 19 смертей та масового забруднення навколишнього середовища внаслідок обвалу дамбної дамби на гірничому майданчику Самарко, співвласником якого є Vale і BHP Billiton. [19] Забруднення річки Доце важкими металами спричинило надзвичайні ситуації з водою у багатьох містах нижче за течією, які залежать від річки для питної води. Діяльність на шахті була призупинена, і компанії погодились виплатити компенсацію в розмірі 4,4 млрд. Доларів (1,55 млрд. Доларів США).
25 січня 2019 року на шахті Коррегу-ду-Фейяо в бразильському штаті Мінас-Жерайс сталася катастрофа на дамбі Брумадіньо, яка випустила 3 мільярди галонів шахтних відходів  під час хвилі червоної залізної руди, яка зруйнувала їдальню шахти, де багато хто робочі були присутні і втратили життя, і це затопило місто Брумадіньйо.
Звіти після катастрофи змінювались: 10 лютого 2019 року The Wall Street Journal повідомляло, що "в результаті катастрофи загинуло щонайменше 157 людей"; Національне громадське радіо повідомляло, що станом на 1 лютого 205 залишаються зниклими безвісти. 192 були врятовані живими після обвалу дамбної хвости. Хоча не настільки руйнівне для навколишнього середовища, як колапс 2015 року, катастрофа 2019 року спричинила більше людських смертей.
Після катастрофи в Коррего-ду-Фейяо бразильський суд наказав Вале припинити утилізацію хвостів на восьми дамбах.

### Критика
У січні 2012 року Вейл отримав премію "Око народного вибору" як корпорацію з найбільшим "зневагою до навколишнього середовища та прав людини" у світі. Вейл набрав 25 000 голосів, а причина - дамба Бело Монте.
Під час проміжку між двома катастрофами греблі 2015 та 2019 років; Вейл заперечував, що володів структурою відходів хвостосховищ, яка обрушилася, внаслідок чого дамба Брумадіньйо вибухнула.
Після катастрофи 2019 року BBC News повідомила, що "кореспонденти кажуть, що сигналізація, яку компанія встановила, щоб попередити жителів про будь-який ризик, не спрацювала".
У лютому 2021 року було підписано угоду, згідно з якою Вейл повинен виплатити сім'ям загиблих понад 7 млрд доларів США.